# CDBurnerXP
CDBurnerXP és una aplicació gratuïta per a crear discs òptics per a Microsoft Windows, escrita principalment en Visual Basic .NET. Té suport per a diversos idiomes entre els quals hi ha el català i el castellà. La primera versió va ser publicada el 18 de febrer de 2003. L'última versió disponible és la 4.5.8.7042 i es va publicar el 24 de març de 2019. A partir de la versió 4.0.025 inclou una versió del programari per treballar-hi des de línia d'ordres. Hi ha instal·ladors tan per 32 bits com per 64 bits. També disposa d'una versió portable, que no necessita ser instal·lada al sistema i es pot executar des d'un dispositiu extern, com una memòria USB. És necessari com a mínim tenir .NET 2.0 instal·lat al sistema per poder instal·lar-lo i/o executar-lo.
Suporta dispositius gravadors de tot tipus, IDE, SATA, SCSI i Firewire.
El programa suporta la gravació de dades sobre CD-R, CD-RW, DVD-R, DVD-RW, DVD+R, DVD+RW, DVD-RAM, Disc Blu-ray, HD-DVD i M-Discs (que asseguren la conservació de les dades durant 1000 anys), incloent discs de doble capa. També permet la gravació de discs auto-arrencables, la divisió de dades en varis discs, verificació de les dades després de la gravació i la integració en l'escriptori de Windows per tal de poder arrossegar des de l'explorador fitxers directament al disc.
També permet la reproducció (gràcies a un reproductor integrat) i gravació d'arxius d'àudio (WAV, MP3, FLAC, Windows Media Audio, Ogg Vorbis, APE, MPC, ALAC i WV), importació de llistes M3U, WPL o compilacions d'àudio de Nero i compilacions AXP i DXP, exportació de llistes M3U i suport per CD-Text. Permet també fer copies de disc a disc i esborrar discs re-gravables (utilitzant dos mètodes, un de més ràpid i un de més segur i lent que assegura l'eliminació de les dades permanentment).
Les imatges ISO poden ser creades i gravades en CD i/o DVD i permet convertir arxius BIN i NRG a format ISO. També integra la tecnologia LightScribe, que permet etiquetar els CD/DVD.
Té una gran quantitat d'opcions que permeten regular la velocitat de gravació, fer una simulació abans de gravar, verificar i expulsar el disc al acabar la gravació o apagar l'equip un cop acabada la tasca. També inclou el suport a l'etiquetatge dels discs. Inclou també una característica que permet imprimir caràtules de manera simple, permetent triar el tipus de caixa, ja sigui CD simple, CD slim, mini-CD o DVD.
CDBurnerXP és un programari freeware. És de codi tancat, ja que servir algunes llibreries propietàries.